# Чапультепекские соглашения
Чапультепекские мирные соглашения (исп. Acuerdos de Paz de Chapultepec) — мирный договор между правительством Сальвадора и оппозицией (в том числе вооружённой), установивший в 1992 году мир после более чем десятилетия гражданской войны.
Договор был заключён представителями правительства Сальвадора, левого повстанческого движения Фронт национального освобождения имени Фарабундо Марти (ФНОФМ) и политических партий, а также подписан наблюдателями от Римско-Католической Церкви и ООН (Наблюдатели ООН, остававшиеся в стране до апреля 1995 года, прибыли в Сальвадор в июле 1991 года). Мирные переговоры прошли при посредничестве перуанского дипломата Альваро де Сото, специального представителя генерального секретаря ООН.
Этот договор явился результатом поддержанного ООН мирного процесса, который начался в 1990 году. 31 декабря 1991 года правительством и ФНОФМ было парафировано предварительное мирное соглашение под эгидой Генерального секретаря ООН Хавьера Переса де Куэльяра. Окончательное соглашение было подписано в Мехико 16 января 1992 года в Чапультепекском дворце, давшем название договору.
Девятимесячное прекращение огня вступило в силу 1 февраля 1992 года и больше не нарушалось.
В соглашения были включены такие договорённости, как сокращение численности вооружённых сил на 70 %, роспуска репрессивного аппарата (сил быстрого реагирования, Национальной гвардии и Национальной полиции, на смену которой приходила Национальная гражданская полиция) и передаче контроля над государственными спецслужбами президенту Республики. Все вооружённые отряды ФНОФМ были демобилизованы. Также была предусмотрена деятельность Комиссии правды Сальвадора, призванной расследовать преступления и нарушения прав человека, совершённые во время войны. В 1993 году была объявлена амнистия для участников войны, проведена земельная реформа (в результате которой 39 тыс. крестьян и бывших солдат получили земельные участки).
15 декабря 1993 считается днём официального окончания войны.